# Linia kolejowa nr 53
Linia kolejowa nr 53 Tomaszów Mazowiecki – Spała – niezelektryfikowana jednotorowa linia kolejowa o długości 8,038 km, łącząca Tomaszów Mazowiecki ze Spałą. Została wybudowana w 1916 roku. 

## Ruch pociągów
Na linii występuje sporadyczny ruch towarowy pociągów zdawczych oraz turystyczny i sezonowy do Spały. Pociągi sezonowe obsługiwane były przez spółkę Polregio we współpracy z Urzędem Marszałkowskim Województwa łódzkiego i Gminą Inowłódz wagonem motorowym SA135.
Od 2 lipca 2022 uruchomiono na linii regularny, weekendowy ruch pasażerski.